# 庫恩島 (格陵蘭)
74°53′N 20°15′W / 74.883°N 20.250°W
庫恩島（丹麥語：Kuhn Ø）是格陵蘭的島嶼，位於該國東部格陵蘭海，長38.5公里、寬27.5公里，面積634平方公里，最高點海拔高度1,130米，該島有煤礦蘊藏，島上無人居住。